# Districte de Chigubo
El Districte de Chigubo és un districte de Moçambic, situat a la província de Gaza. Té una superfície 13.952 kilòmetres quadrats. En 2007 comptava amb una població de 21.237 habitants. Limita al nord amb el districte de Massangena, a l'est amb els districtes de Mabote, Funhalouro i Panda de la província d'Inhambane, al sud amb els districtes de Chibuto i Guijá i a l'oest amb els districtes de Mabalane i Chicualacuala.

## Divisió administrativa
El districte està dividit en dos postos administrativos (Chigubo i Ndidiza), compostos per les següents localitats:
- Posto Administrativo de Chigubo:
  - Chigubo
  - Machaila
- Posto Administrativo de Ndidiza:
  - Ndidiza
  - Nhanale